# Hermann Brachert

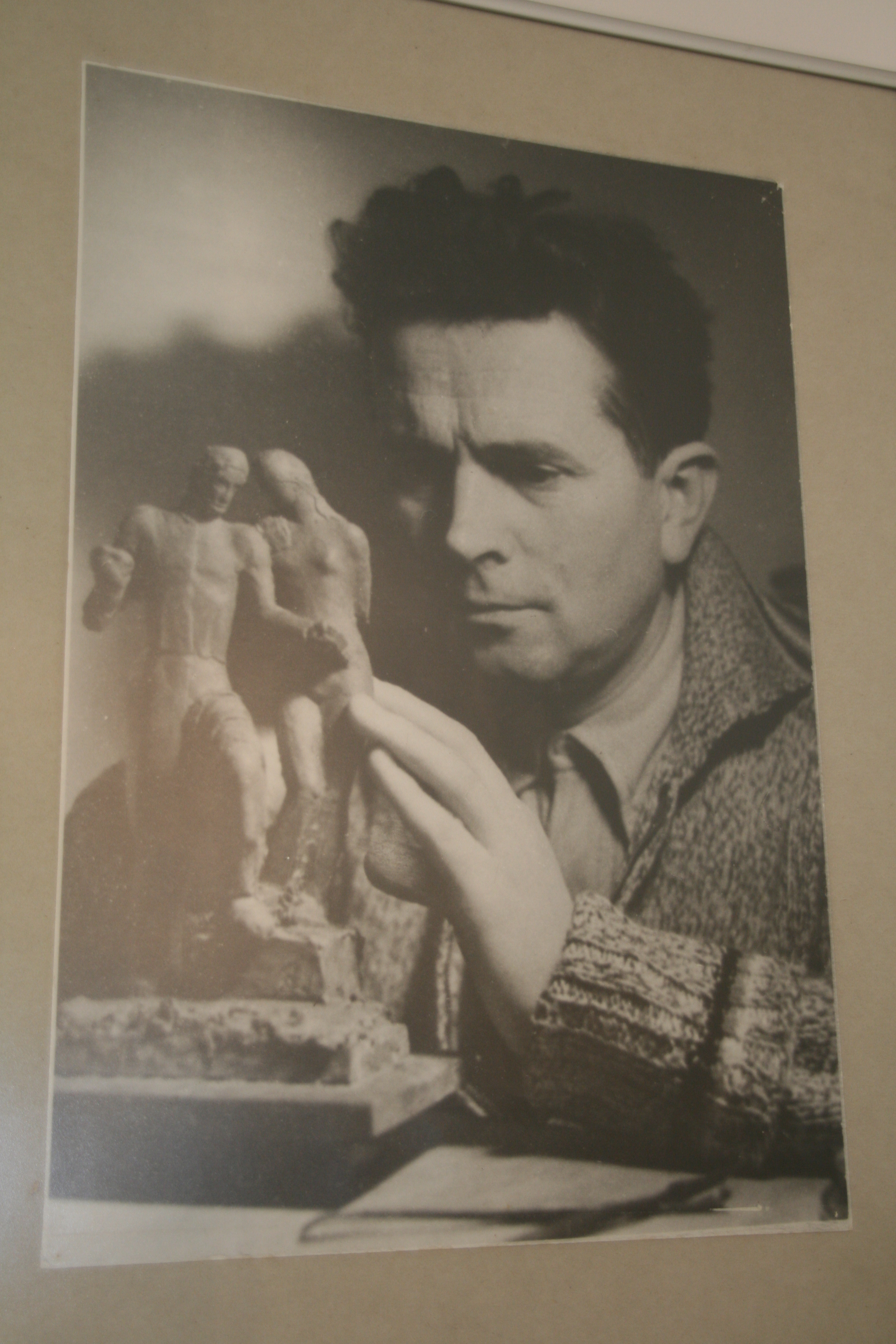
Hermann Brachert bei der Arbeit am „Pygmalion“ (Bildnis aus dem Museum Georgenswalde / Отрадное, 2010)

Hermann Brachert (* 11. Dezember 1890 in Stuttgart; † 2. Juni 1972 in Schlaitdorf) war ein deutscher Bildhauer, der in Naturstein, Metall (vor allem Bronze) und Bernstein arbeitete.

## Leben
Hermann Brachert wurde als Sohn des Geschäftsführers Alfred Brachert und seiner Ehefrau (geb. Renz) geboren. Er besuchte von 1897 bis 1905 die achtklassige Stuttgarter Schlossrealschule und nahm ab 1905 gestalterischen Privatunterricht bei Paul Christaller. Eine vierjährige Lehrzeit als Ziseleur und Stahlstempelschneider schloss er 1912 mit der Gesellenprüfung ab. Er besuchte von 1913 bis 1916 die Kunstgewerbeschule Stuttgart und war Schüler von Robert Knorr. Von 1917 bis 1918 arbeitete er als freischaffender Künstler und studierte bei Paul Bonatz an der Technischen Hochschule Stuttgart Architektur.
Im November 1916 heiratete er die am 21. Dezember 1893 in St. Petersburg geborene Marie von Wistinghausen, genannt Mia. Diese war zuerst als Bildhauerin tätig, übte jedoch ab 1927 den Beruf einer Lichtbildnerin aus und erhielt den Auftrag der fotografischen Bestandsaufnahme des Königsberger Schlosses.
Mit 29 Jahren wurde er 1919 Lehrer an der Provinzial-Kunst- und Gewerkschule Königsberg und leitete bis 1926 die Abteilung für Stein- und Holzplastik. Neben der Bildhauerklasse leitete er als gelernter Ziseleur auch eine Klasse für Goldschmiedekunst. 1924 wurde er mit der Bronzenen Königsberger Stadtmedaille ausgezeichnet. In der Zeit von 1926 bis 1930 war er für Staatsaufträge zur Anfertigung von Stein- und Bronzeplastiken für die Albertus-Universität Königsberg freigestellt; von 1930 bis 1933 beriet er die Staatliche Bernstein-Manufaktur Königsberg (SBM) und die Staatliche Kunstgießerei Gleiwitz in künstlerischen Fragen. Er führte bis 1933 zwanzig große Architekturplastiken aus. Ferner entstanden eine große Anzahl von Medaillen aus Bronze sowie Kupferstiche.
Bracherts Bemühungen und Erfolge auf dem Gebiet der Erneuerung der Bernsteinkunst erlitten 1933 einen Rückschlag. Infolge der „Kultur-Säuberungsaktionen“ durch die nationalsozialistischen Machthaber wurde seine Beratertätigkeit für die SBM beendet und ein Teil seiner öffentlich ausgestellten Skulpturen als „entartet“ eingestuft und beseitigt oder zerstört, ebenso, wie Büsten von Personen, die aus politischen oder rassischen Gründen nicht in das ideologische Weltbild der Nazis passten.
1935 schloss Brachert mit der Preussag (Zweigniederlassung Königsberg), der damaligen Eigentümerin der Staatlichen Bernstein-Manufaktur Königsberg, erneut einen Arbeitsvertrag für eine Tätigkeit als freier Künstler ab, da seine Kunst für die SBM unverzichtbar war. Diese Tätigkeit übte Brachert bis Anfang 1944 aus, als er zur Küstenwehr Großkuhren (Samland) einberufen wurde.
Bereits 1933 erschienen Hetzartikel über ihn, seine Frau wurde in der Preussischen Zeitung vom 7. April 1933 als russ. Jüdin diffamiert. Die Zeitung musste die unwahren Artikel widerrufen, jedoch wurde dem Ehepaar ab diesem Zeitpunkt weniger Aufträge, vor allem von privater Seite, erteilt.
Während seiner Tätigkeit für die Staatliche Bernstein-Manufaktur Königsberg wurden seine Arbeiten publiziert und in verschiedenen Ausstellungen präsentiert: Bei der nationalsozialistischen Leistungsschau „Große Deutsche Kunstausstellung“ 1941 in München, wo zwei seiner Arbeiten ausgestellt waren, eine Weibliche Halbfigur sowie ein Porträt des Generaloberst Georg von Küchler, der nach 1945 wegen Kriegsverbrechen zu einer mehrjährigen Haftstrafe verurteilt wurde, weiterhin das Mappenwerk 20 Plastiken aus der Großen Deutschen Kunstausstellung 1941 im Haus der Deutschen Kunst zu München, sowie auf der Weltausstellung in Chicago 1933/1934. Dank seiner Berufung zur Mitarbeit an einem Wagner-Denkmal für Leipzig konnten er und seine Familie Ostpreußen im Sommer 1944 verlassen.
Auch nach der Räumung Ostpreußens und seiner Rückkehr nach Stuttgart war er freischaffend tätig. Seine Ernennung zum Professor und Leiter einer Bildhauerklasse an der Staatlichen Akademie der bildenden Künste Stuttgart erfolgte am 15. März 1946. In seiner Funktion als Vorsitzender eines vom Ministerium eingesetzten Planungsausschusses mit den weiteren Mitgliedern Otto Baum, Willi Baumeister, Harmi Ruland, Hermann Sohn, Fritz Steisslinger und Rudolf Yelin d. J., als kommissarischer Direktor (1946–1947) und anschließend als vom Akademiesenat gewählter Rektor (1947–1953) fielen ihm wesentliche Aufgaben bei der Neuorganisation der nach dem Krieg in Trümmern liegenden Akademie zu. Bis zu seinem Eintritt in den Ruhestand Ende 1955 übernahm er noch – neben Karl Rössing als Rektor – das Amt des stellvertretenden Rektors.
Brachert nahm danach weiterhin eine Lehrtätigkeit an der Akademie wahr, beriet die Schwäbischen Hüttenwerke in Wasseralfingen künstlerisch und wurde 1960 zum Ehrenmitglied der Staatlichen Akademie der bildenden Künste Stuttgart ernannt. Am 15. April 1961 wurde ihm der Verdienstorden der Bundesrepublik Deutschland 1. Klasse verliehen. Er starb am 2. Juni 1972 in Schlaitdorf.
Seine Frau Mia verstarb bereits am 5. März 1970 in Schlaitdorf.
Ein Teil von Bracherts schriftlichem Nachlass befindet sich im Deutschen Kunstarchiv im Germanischen Nationalmuseum in Nürnberg.

## Werk im öffentlichen Raum

### Arbeiten in Stein
- Hausmarke am Haus der Technik in Königsberg als Halbrelief (1925): Kalkstein
- Lehrender, Plastik vor der Universität Königsberg (1928): 3,20 m, Kalkstein (verschollen)
- Chronos auf drei Pferden am Hauptbahnhof in Königsberg (1929): Travertin ca. 2 m, nach dem Krieg entfernt
- Krieger-Ehrenmal in Pikallen in Ostpreußen an der Nordwand der Pikallener Kirche aus bayerischem Kalkstein, fast 3 Meter hoch (1932–1934)[7]
- Wasserträgerin, überlebensgroße Brunnenfigur in Rauschen (1940): Marmor (2012 wurde eine Kopie dieser Skulptur im Kurpark von Rauschen aufgestellt)[8], Original im Brachert-Museum in Georgenswalde
- Fischer mit Nixe, Relief in Rauschen: Kalkstein (1,20×1,40 m)
- Büste des Bundespräsidenten Theodor Heuß in der Landesvertretung Baden-Württemberg in Bonn, überlebensgroß (1949): Untersberger Marmor
- Genius, Plastik, Ausführung von Hermann Kress, Oberlandesgericht Stuttgart, Verfassungssäule, überlebensgroß (1956): Kalkstein[9]
- Der Schwur, Hochrelief, Ausführung von Hermann Kress, Oberlandesgericht Stuttgart, Hochhaus (1953): Kalkstein[10]
- Relief an einer der Marmorsäule der Robert Bosch AG, Stuttgart (1955): Marmor
- Trauernde, Mahnmal für die Gefallenen, Stuttgart-Untertürkheim, Alter Friedhof, Höhe 3,20 m (1960): Kalkstein[11]
- Grabmal

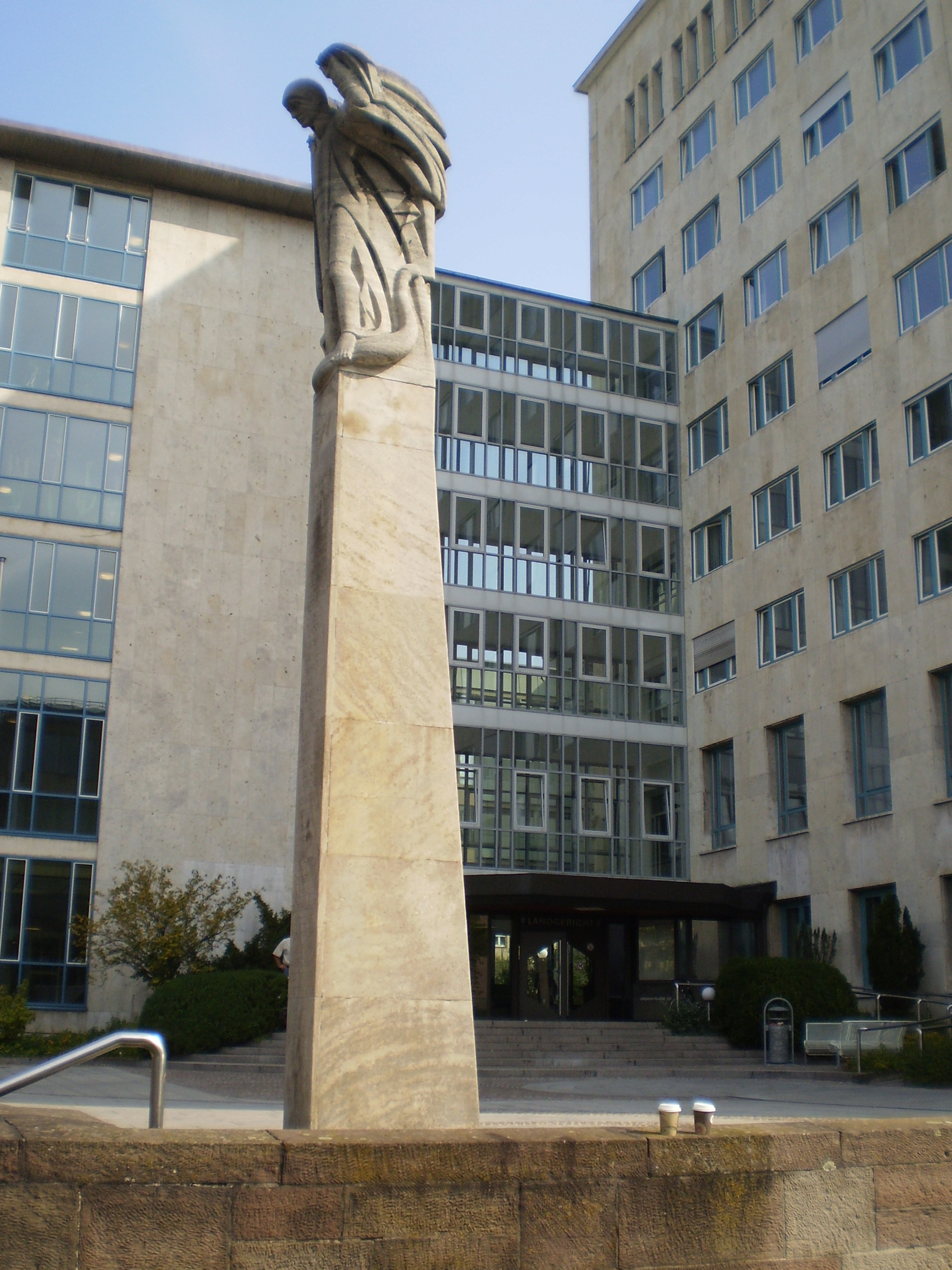
Verfassungssäule mit Genius, Oberlandesgericht Stuttgart, Vorplatz
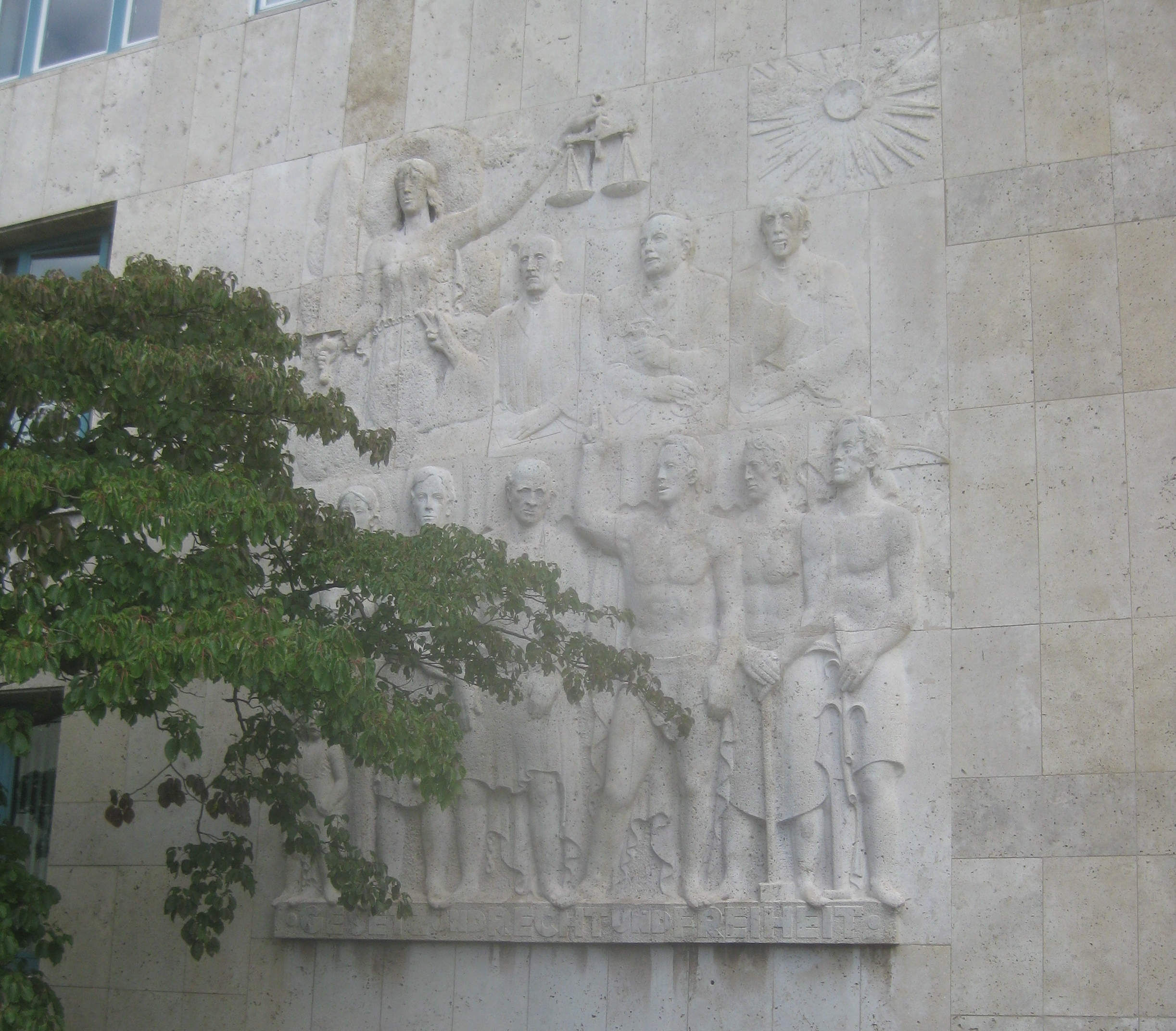
Hochrelief Der Schwur, Oberlandesgericht Stuttgart, Hochhaus
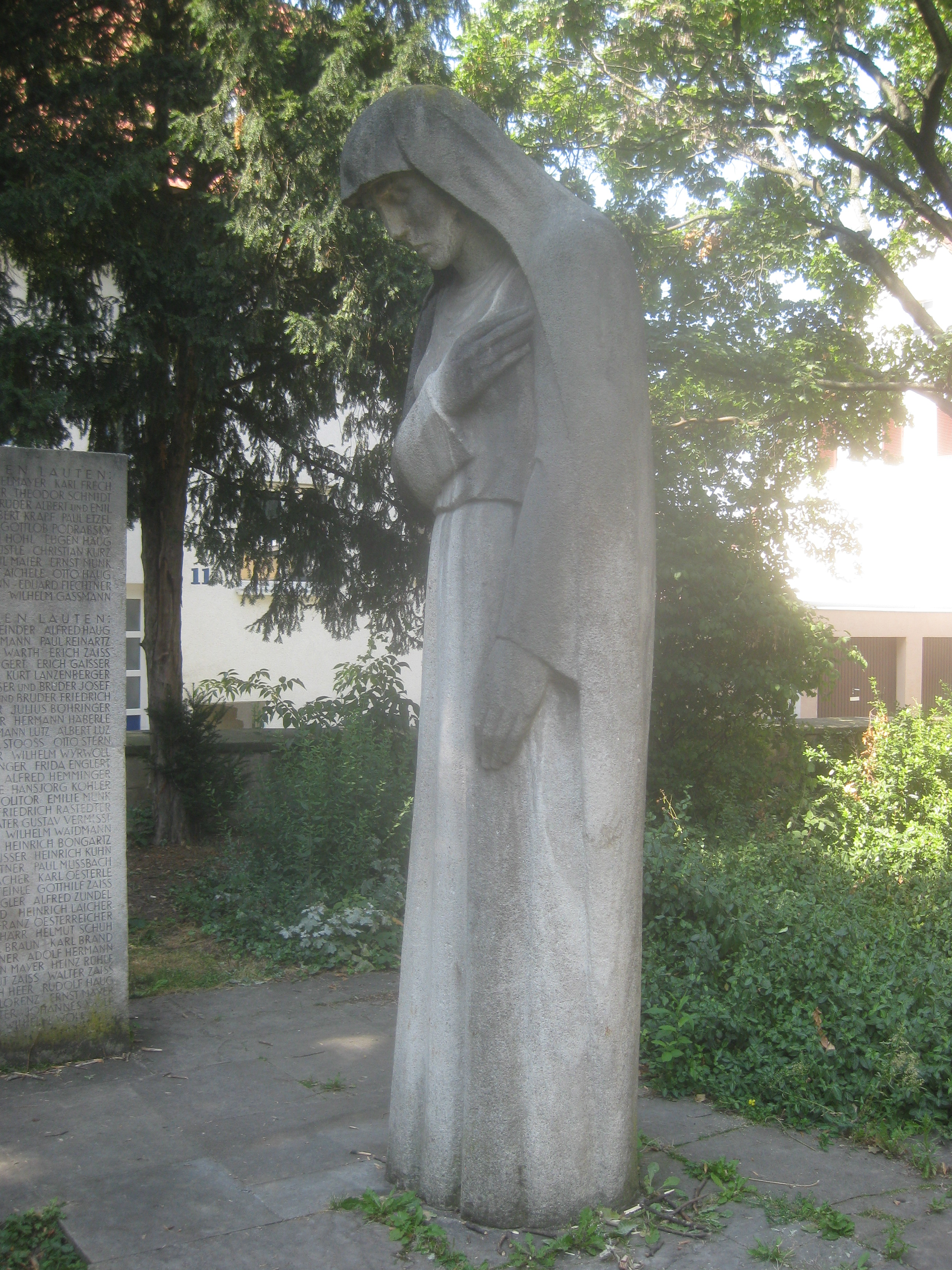
Trauernde als Gefallenen-Mahnmal, Stuttgart-Untertürkheim, Alter Friedhof
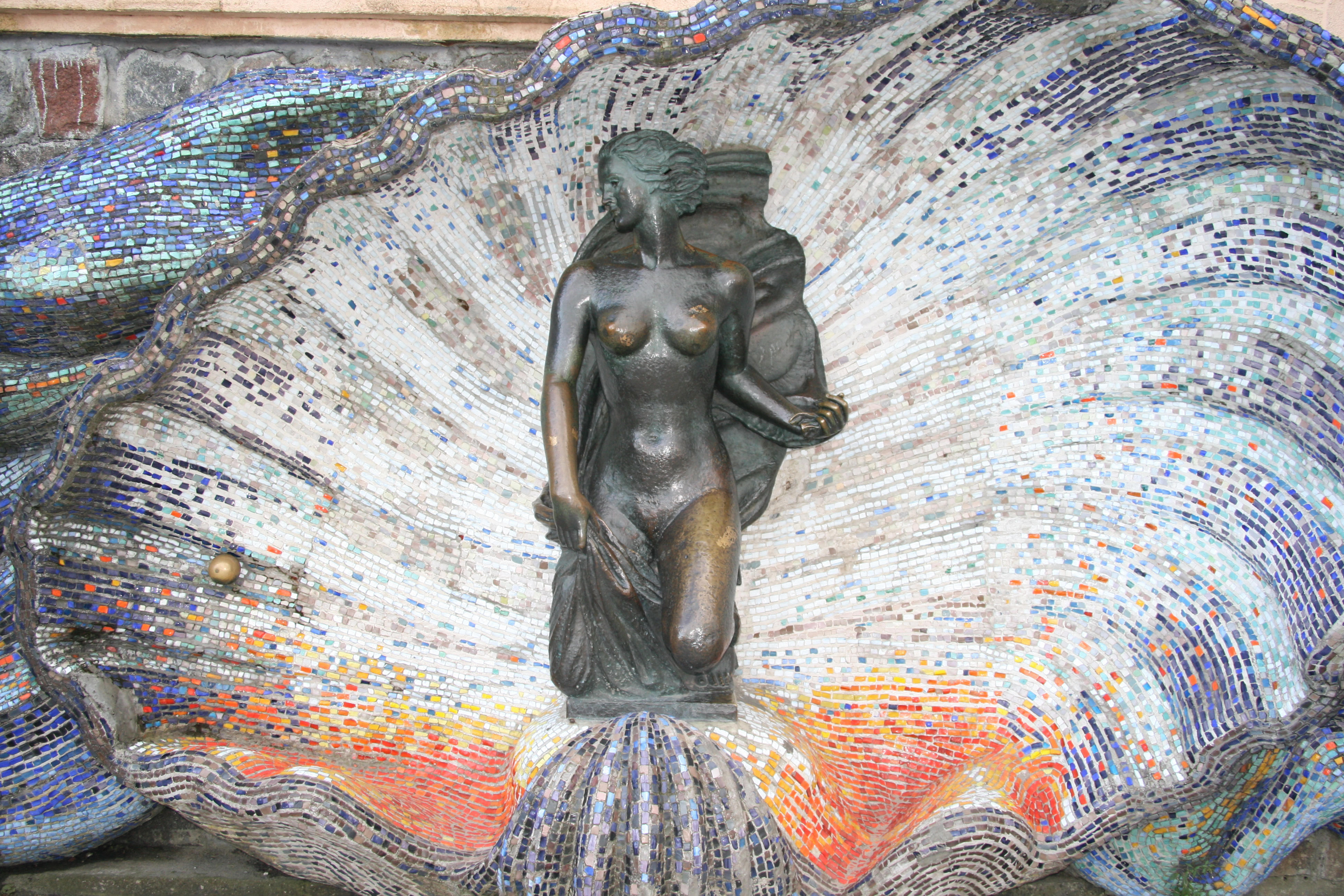
Nymphe an der Strandpromenade Swetlogorsk (Rauschen/Ostpreußen)
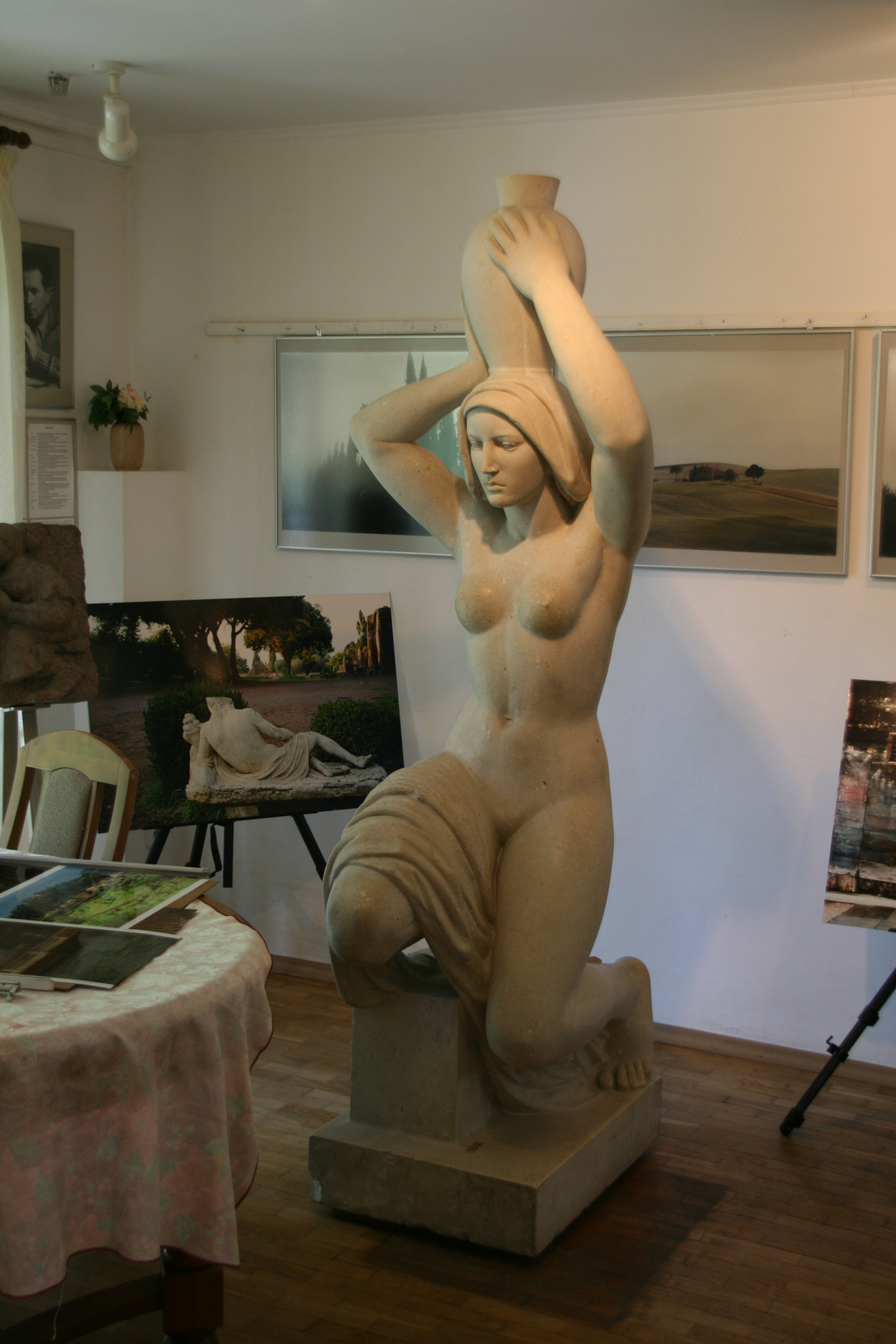
Original-Skulptur Wasserträgerin im Brachert-Museum Georgenswalde / Otradnoje (2011)

### Bronzearbeiten
- Tanzende Mädchen, lebensgroß (1927): von den Nationalsozialisten 1933 entfernt
- Schreitendes Mädchen, 52 cm (1922), Privatbesitz, als Abguss ausgestellt im Brachert-Museum Georgenswalde und 2007 im Ostpreußischen Landesmuseum
- Margarethe Stepath, Privatbesitz, Büste lebensgroß (1923), als Abguss ausgestellt im Brachert-Museum Georgenswalde und 2007 im Ostpreußischen Landesmuseum
- Heinrich Hertz, Porträtkopf, Technische Werke Königsberg  (1927), von den Nationalsozialisten 1933 entfernt und zerstört
- Reichspräsident Paul von Hindenburg im Schlossmuseum Königsberg, Büste überlebensgroß (1928)
- Reichspräsident Friedrich Ebert, Büste überlebensgroß (1929): von den Nationalsozialisten 1933 entfernt
- Otto Braun, Ministerpräsident von Preußen, zugleich SPD-Vorsitzender des Landes, Büste (1929), Staatsbibliothek zu Berlin
- Schreitendes Mädchen (1929): (1,90 m) von den Nationalsozialisten 1933 entfernt
- Stadtschulrat Prof. Dr. Paul Stettiner, etwa lebensgroß (1930): von den Nationalsozialisten 1933 entfernt
- Robert Wilhelm Bunsen, Maske, ziselierter Eisenkunstguss (32 cm) (1930), Städtische Kunstsammlung Königsberg, 1944 zerstört
- Genius der Kunst (zu Ehren von Lovis Corinth), überlebensgroßer offener Bronzeguss (1931), Königsberg[12]: von den Nationalsozialisten 1933 entfernt
- Pygmalion, Vollplastik (1936) (20 cm), Privatbesitz, als Abguss ausgestellt im Brachert-Museum Georgenswalde und 2007 im Ostpreußischen Landesmuseum
- Nixenreigen, Relief (1937): (50 cm)
- Nymphe, Plastik überlebensgroß (1938)
- Prof. Dr. Reinhold Trautmann, Büste lebensgroß (1941)
- Hölderlin, kleiner Portraitkopf in der Landesvertretung Baden-Württemberg in Bonn (1955): 17 cm
- Profil von Friedrich Schiller mit Figurengruppe seiner Dramen zu dessen 150. Todestag (1955), Hüttenwerke Wasseralfingen (B 11,8 × H 18 cm)
- Erinnerung an Ostpreußen, überlebensgroß vor dem Ostpreußischen Landesmuseum in Lüneburg (1970)
- Büste in Bronze (Halbrelief) der ostpreußischen Dichterin, Frieda Jung, in ihrem Grabstein, 1932.

### Bernsteinarbeiten

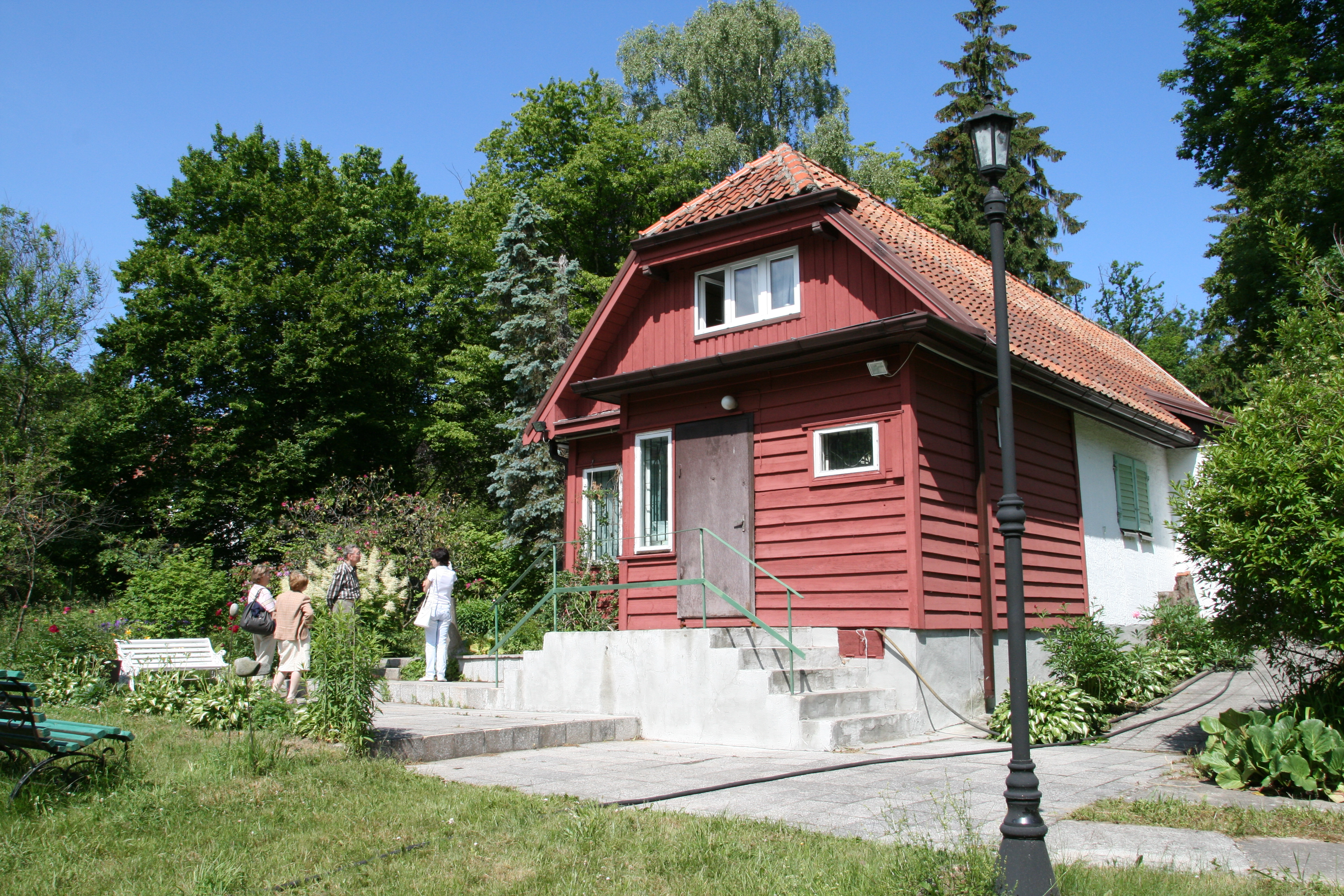
Brachert-Museum in Georgenswalde / Отрадное (Sommer 2011)

Eine Auswahl aus den bislang siebzig Hermann Brachert zugeschriebenen Bernsteinarbeiten:
- Die Schwebende (1938): 21 cm
- Windsbrautkasten mit Silbertreibarbeit (1940): 35×35×9 cm
- Altarkreuz (1936): 61 cm
- Kelch (1936): 23 cm
- Porträt seiner 1943 bei einem Bombenangriff ums Leben gekommenen Tochter Traut auf einem Bernsteinschmuckstück

### Brachert-Museum
Im ehemaligen Sommerhaus der Familie Brachert in der Tokarew-Str. 7 in Georgenswalde (heute Otradnoje / Отрадное) befindet sich seit 1993 das Hermann-Brachert-Museum, in dem Arbeiten des Künstlers ausgestellt sind.

## Ausstellungen (Auswahl)
- 1974: Hermann-Brachert-Gedächtnisausstellung, Wilhelmspalais, Stuttgart[14]
- 2007: „Gestaltet in Ostpreußen – Der Bildhauer Hermann Brachert“, Ostpreußisches Landesmuseum[15]